# Michael Lueg

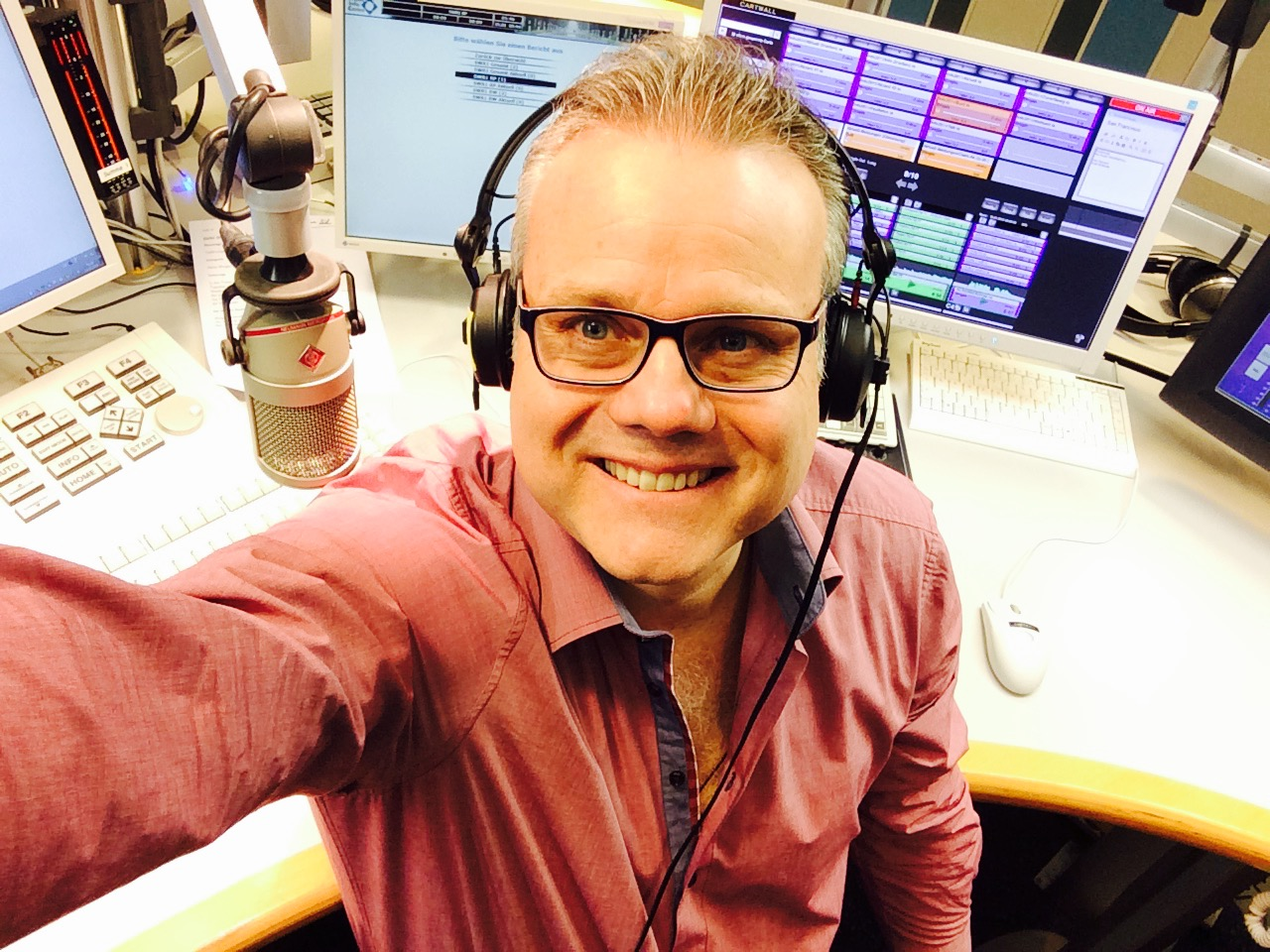
Selfie von Michael Lueg im SWR1 Studio in Mainz

Michael Lueg [luːk] (* 4. Dezember 1961 in Ludwigshafen am Rhein) ist ein deutscher Journalist und Moderator beim Südwestrundfunk.

## Werdegang
Lueg wuchs in Bad Dürkheim auf, wo er seine ersten journalistischen Erfahrungen bei der Tageszeitung Die Rheinpfalz als Lokalreporter sammelte. Nach dem Abitur arbeitete er in Frankreich für die französische Tageszeitung Le Dauphiné libéré als Reporter und leistete danach seinen Wehrdienst beim Bundeswehrsender Radio Andernach. 
Anschließend begann Lueg sein Studium der Germanistik und Politologie an der Universität Mannheim und gleichzeitig seine Tätigkeit beim damaligen Südwestfunk (SWF)-Studio Ludwigshafen als Hörfunk/Fernseh-Reporter. Nach erfolgreichem Abschluss des Studiums absolvierte Michael Lueg das klassische Redakteurs-Volontariat, für Hörfunk und Fernsehen, beim SWF. Seit 1984 war er dort als Journalist, Reporter, Redakteur und Moderator für die Radio-Programme SWF1 und SWF3 sowie als Fernsehmoderator verschiedener Sendungen und Magazine im Südwest-3-Fernsehen beschäftigt. Zudem verbrachte er während des Volontariat Zeit als Auslandskorrespondent in Paris und als politischer Korrespondent in der früheren Bundeshauptstadt Bonn.
Nach der Fusion von Süddeutschem Rundfunk (SDR) und SWF zum Südwestrundfunk (SWR) moderierte er zunächst noch Die Nacht aus Baden-Baden und den Vormittag, Nachmittag sowie Guten Abend Rheinland-Pfalz aus Mainz. Seit 2002  moderierte er auch wieder die Frühsendung mit und ist seit 2006 alleiniger Hauptmoderator der werktäglichen Morgensendung SWR1-Guten Morgen Rheinland-Pfalz! zur Hauptsendezeit von 5 bis 9 Uhr auf SWR1 Rheinland-Pfalz im Selbstfahrerstudio aus Mainz. Seine direkte Vertreterin für die Sendung ist Birgit Steinbusch. Bereits beim SWF in Baden-Baden konnte er Erfahrungen bei der Moderation von Frühsendungen sammeln.
Daneben präsentiert Lueg als Entertainer öffentliche Veranstaltungen für den SWR und andere Auftraggeber. Die Inhalte reichen von politischen Talkrunden bis hin zu „Ü-30-Partys“.
Mit seiner Familie lebt er im rheinhessischen Gau-Odernheim.